# Železniční trať Baťovo – Korolevo
Železniční trať Baťovo – Korolevo se nachází na území Ukrajiny a vede z Baťova do uzlové stanice Korolevo (v období ČSR též Královo nad Tisou), kde navazuje na trať do rumunského města Sighetu Marmației a Ivano-Frankivska.
Jednokolejná neelektrizovaná trať je postavena jako čtyřkolejnicová kolejová splítka normálního (1435 mm) a širokého ruského rozchodu (1520 mm), což umožňuje průvoz normálněrozchodných vlaků mezi Slovenskem a Rumunskem.
Provoz zajišťují ukrajinské železnice Ukrzaliznycja prostřednictvím organizační jednotky Lvovská dráha (ukrajinsky Львівська залізниця).
Jízdní řád 2018/2019 uváděl dva páry dálkových spojů (Solotvyno – Lvov a Solotvyno – Kyjev) a několik párů příměstských spojů.

## Reference

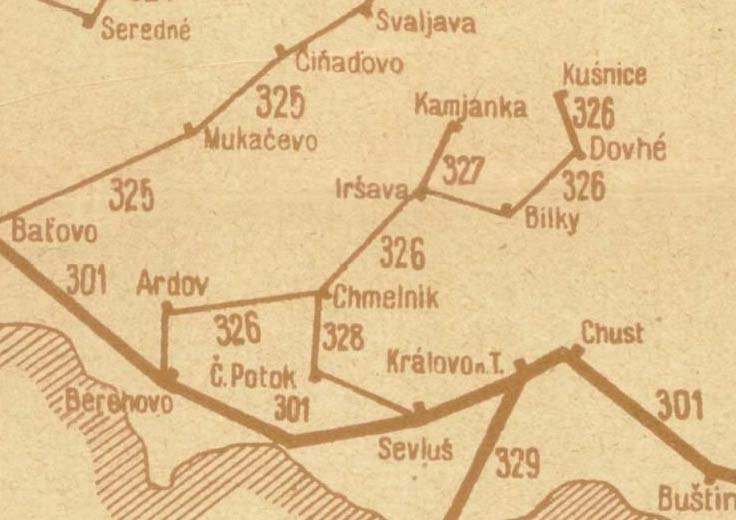
Trať Baťovo – Korolevo včetně navazujících tratí na mapě ČSD roce 1938